# St Andrews

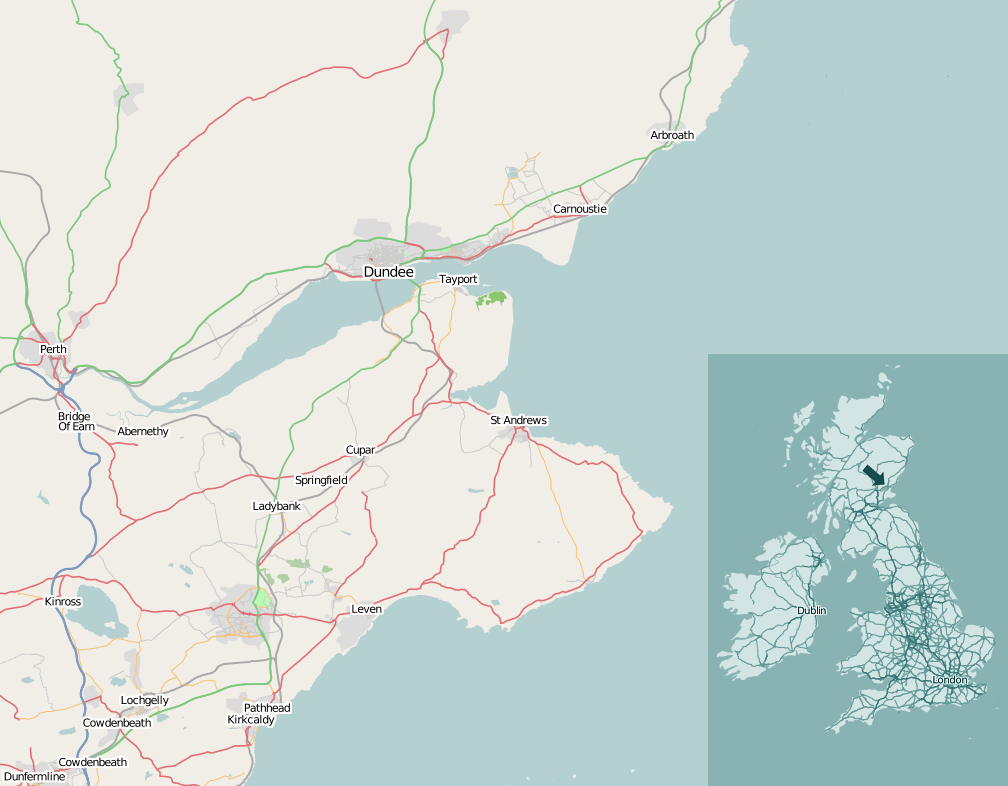
Lägeskarta för Saint Andrews

St Andrews (lågskotska: Saunt Aundraes; skotsk gaeliska: Cill Rìmhinn) är en kuststad mellan Edinburgh och Dundee i Skottland, en kunglig burgh på regionen Fifes östra kust mot Nordsjön. Staden, som fått sitt namn efter Skottlands skyddshelgon aposteln Andreas, har under närmare tusen år varit en viktig religiös ort och är också platsen för Skottlands äldsta universitet, St Andrews universitet. St Andrews hade 16 800 invånare år 2012, på en yta av 4,85 km².
I dag är St Andrews välbekant som golfens hemstad. Staden har fått epitetet "golfens Mecka" genom golfklubben Royal and Ancient Golf Club of St Andrews, som grundades 1754 och som i dag är sportens styrande instans, samt genom världens äldsta samling av golfbanor, St Andrews Links, som förvärvades av staden 1894. Golfbanorna i St Andrews, som räknas till de bästa i världen, attraherar tillsammans med sandstränderna varje år turister i stora mängder.

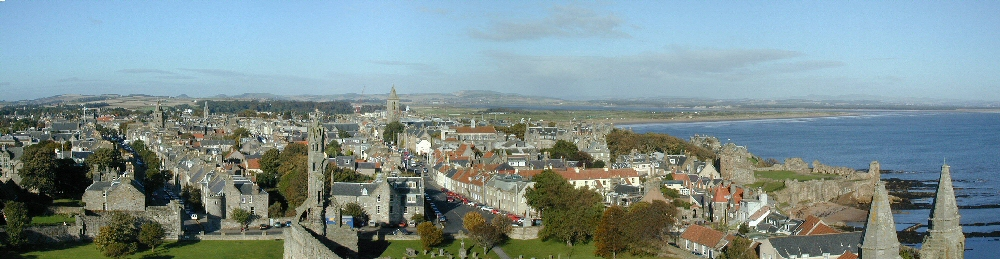
St Andrews från översta våningen på St Rule’s Tower

## Historia
Förmodligen bosatte sig de första människorna på platsen för dagens St Andrews för omkring 8000 år sedan och runt omkring staden finns många arkeologiska fyndplatser från bronsåldern. De äldsta spåren av jordbruk har daterats till 1 500–500 f.Kr. och hundratals gravar har hittats från denna period. Romarna, vars närvaro i Skottland sträcker sig från 82 f.Kr. till slutet av 300-talet e.Kr., etablerade flera läger i närheten, förmodligen därför att platsen var ett viktigt piktiskt fäste. 
I början av 700-talet konverterade den piktiske kungen Nechtan mac Derile till kristendomen som introducerats i Skottland av abbot Columba 200 år tidigare. En Culdee-kyrka fanns på platsen omkring 850 men enligt traditionen ska Kenneth, byn Kennoways skyddshelgon, ha grundat ett Culdee-kloster på platsen redan på 500-talet och uppfört en kyrka på klippan Lady's Craig som i dag ligger under vatten vid St Andrews pir. Ruinerna efter Jungfru Marias lilla kyrka upptäcktes vid Kirkheugh 1860. Enligt en legend sägs Sankt Regulus ha fört aposteln Andreas reliker till platsen och där fått ett stycke mark av den piktiske kungen Angus Macfergus. Innan denna händelse gav St Andrews dess nuvarande namn kallades orten Cennrigmonaid, Kilrymont (av skotsk gaeliska: Cill Rimhinn, ungefär: "kungabergets kyrka") eller Muckross. St Andrews var under hela medeltiden det självklara målet för många pilgrimer. 
På 800-talet blev orten ett biskopssäte. 908 gick de skotska och piktiska kyrkorna samman och det kyrkliga primatet flyttades från Dunkeld. St Andrews biskopar kallade sig därefter Biskop av Alba (gaeliska för "Skottland") och Patrick Graham blev dess förste ärkebiskop (1466-1478). 1124 blev St Andrews en kunglig burgh.
Under Malcom III:s regering uppfördes den kyrka som sedan byggdes ut vid flera tillfällen men av vilken i dag bara återstår St Rule's Tower (se nedan).
På 1500-talet var St Andrews en av de viktigaste hamnarna norr om viken Forth och lär ha haft 14 000 invånare. 
Staden förföll dock efter engelska inbördeskriget och när författaren Daniel Defoe besökte staden rapporterade han att en sjättedel av staden låg i ruiner och att staden hade gått så hårt åt hamnen att den förmodligen aldrig skulle bli återställd. 
Den ekonomiska och sociala återhämtning som biskop Richard Pococke beskriver i sin reseskildring 1760 tycks dock ha hållit i sig under hela 1800-talet.
1852 öppnade St Andrews Railway mellan St Andrews och Leuchars, där den mötte Edinburgh and Northern Railways huvudlinje mellan Burntisland och Tayport. Bolaget såldes 1877 till North British Railway och var till en början framgångsrikt men hade svårt att konkurrera med privatbilismen och linjen lades till slut ner 1969. Närmsta järnvägsstation är idag Leuchars dit det går anslutningsbussar från St Andrews.

## Byggnader

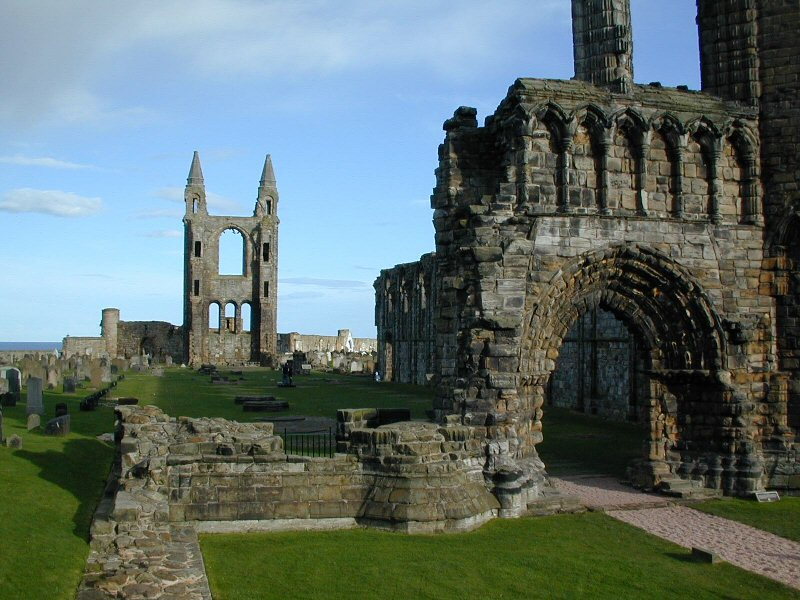
Ruinerna efter katedralen i St Andrews.

### Katedralen
St Andrews katedral byggdes utifrån regulärkanikernas priorskloster som grundats av biskop Robert (1122-1159). Ännu i slutet av 1600-talet stod många av klostrets byggnader kvar men i dag återstår bara dess mur och valvgång, i dag kallade "the Pends". Biskop Arnold (1159-1162) grundlade katedralen sedan St Regulus kyrka blivit för trång för församlingen. Av katedralen som började uppföras på 900-talet återstår i dag bara det kvadratiska tornet, drygt 30 meter högt, och det lilla koret. På en stadsplan från 1530 finns bilder som antyder att katedralen flankerades av flera andra byggnader. 
Byggnaden fullbordades under biskop Lamberton (1297-1328) och invigdes 5 juli 1318 genom en ceremoni i närvaro av kung Robert I. Innan branden 1378 hade kyrkan förutom det stora mittornet sex mindre torn varav två återstår i öst och ett i väst, alla omkring 30 meter höga. Kyrkan restaurerades 1440. Dess altare och bilder avlägsnades 1559 strax innan centraltornet gav vika och tog den norra muren med sig i fallet. 
Sedan dess har den varit en ruin. Först fick resterna tjäna som byggmaterial åt andra byggprojekt men sedan 1826 har ruinen vårdats med stort pietet och kyrkans murar sticker i dag upp ur gräsmattan. De delar som återstår, till lika delar normandiska och ungotiska, är den östra och västra gaveln, större delen av mittskeppets södra och transeptets västra murar.

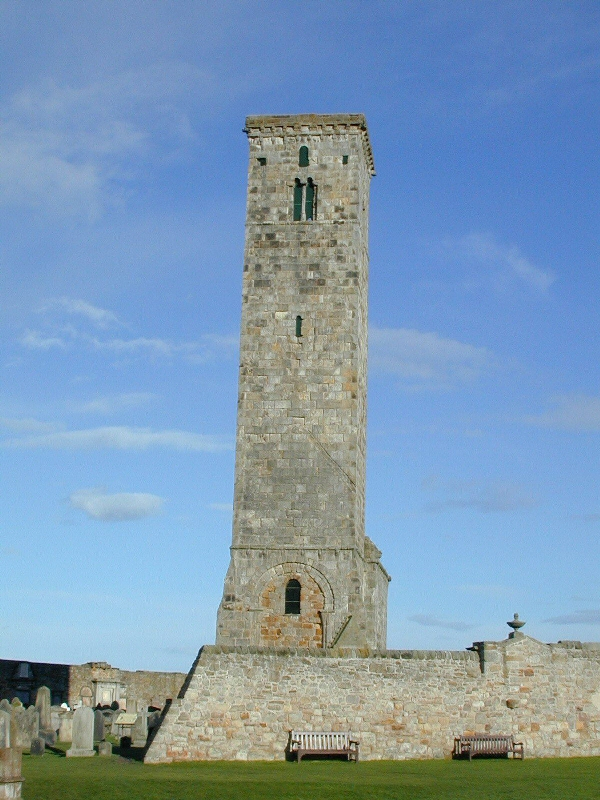
St Rule's tower.

### St Rule's tower
St Rule's Tower har fått sitt namn efter den grekiske munk, Sankt Regulus, som sägs ha fört aposteln Andreas reliker till Skottland 345 för att förhindra Konstantin från att föra dem till Konstantinopel. Tornet ligger alldeles intill katedralen men utgjorde ursprungligen en del av den äldre kyrka (också uppkallad efter Regulus) som uppfördes 1127 särskilt för apostelns reliker. 
Det 35 meter höga tornet erbjuder i dag en fantastisk panoramavy över staden, hamnen, havet och det omgivande landskapet. (Se bild ovan).

### Slottet
På en klippig, vågbiten udde står de pittoreska ruinerna efter St Andrews slott. Förmodligen var det biskop Roger som lät uppföra det som ett befäst biskopsresidens i början av 1200-talet. Engelska trupper lyckades inta det vid flera tillfällen och sedan det återerövrats av den skotske regenten Andrew Murray 1336-37 förstördes det för att inte falla i fiendens händer igen. Vid seklets slut lät biskop Trail bygga om det till en massiv befästningen med vallgravar på de södra och västra sidorna. James I tillbringade en del av sin barndom i det under biskop Wardlaws beskydd och James III föddes på slottet 1445.
Från slottets fönster kunde kardinal Beaton bevittna bränningen av George Wishart framför porten 1546. Beaton själv mördades av protestanter på slottet samma år. Konspiratörerna i sin tur förlorade slottet till fransmännen som bland annat tog John Knox till fånga. Några år senare lär ärkebiskop Hamilton reparera slottet i en mindre imposant och mindre massiv stil. 1656 hade det dock förfallit till den grad att kommunalfullmäktige beordrade att resterna skulle användas till reparationerna av piren. 
Det som återstår i dag är framför allt den del av den södra muren som omgärdar ett kvadratiskt torn, kallad bottle dungeon, "flaskhålan", en fängelsehåla som huggits direkt ur berget under det nordvästra tornet, samt kökstornet och den underjordiska gång som förfärdigades av ingenjörstrupper under belägringen 1546-47. Gången fylldes snart igen men grävdes ut igen på 1800-talet för att locka turister. I dag är slottet och dess omgivning en offentlig park.

### Treenighetskyrkan
Biskop Turgot grundlade den Heliga Treenighetens kyrka 1112 i en vacker normandisk stil. I slutet av 1800-talet byggdes emellertid hela byggnaden utom det kvadratiska tornet och spiran om i en tidstypisk stil. 
John Knox höll sina första predikningar i kyrkan i maj eller juni 1547 och 4 juni 1559 höll han det möte som ledde till att katedralens bilder avlägsnades och att klostren revs. 
I kyrkan finns ett omsorgsfullt utarbetat minnesmärke i vit marmor rest över James Sharp, ärkebiskopen som mördades 1679.

### Dominikankapellet
Vid South Street finns den vackra ruinen efter svartbrödernas kloster som grundades av biskop Wishart 1274. Det som återstår är kapellets norra transept. 
Det enda som återstår av det kloster som trappisternas biskop Kennedy grundade 1450 är brunnen.

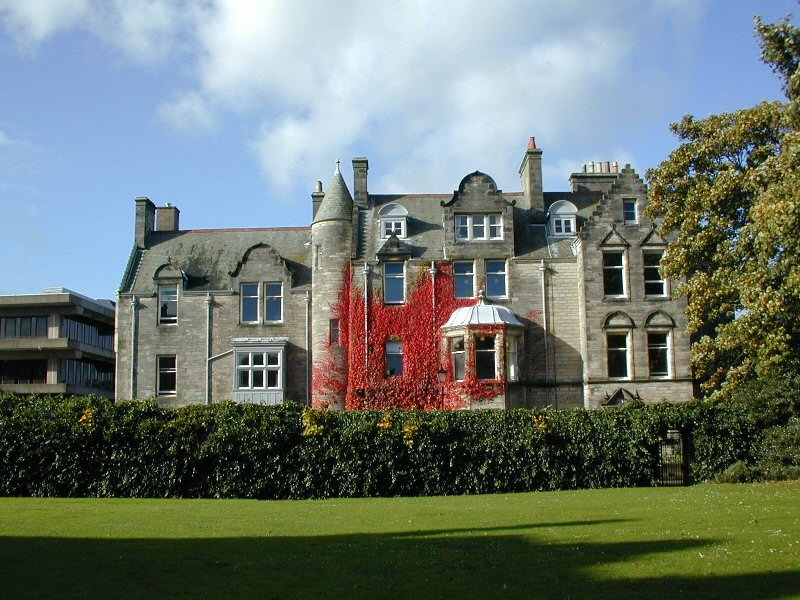
St Andrews University.

### Universitetet
St Andrews universitet grundades 1410 av bland annat Lawrence av Lindores, abbot i Scone; Richard Cornwall, ärkediakon i Lothian; William Stephen, senare ärkebiskop i Dunblane. Biskop Wardlaw (död 1440) utfärdade ett privilegiebrev 1411 som lockade Skottlands mest lärda män till skolan. 1413 utfärdades påven Benediktus XIII sex bullor som konfirmerade universitets stadgar. Lektionerna hölls på olika ställen fram till 1430 då Wardlaw upplät en byggnad som kallades Paedagogium eller St Johns till undervisningen. Biskop Kennedy grundade det påkostade St Salvator's College 1456 som sju år senare fick rätten att undervisa i teologi och filosofi. Vid seklets slut hade det blivit en del av universitetet.
På den plats där en gång ett sjukhus för pilgrimern legat grundade prior John Hepburn och ärkebiskop Alexander Stewart 1512 St Leonard's College och samma år gav Stewart det s.k. Paegogium college-status och lade till församlingskyrkan St Michael of Tarvet. Skolan stod klar 1537 och dedicerades till "Blessed Virgin Mary of the Assumption". De gamla byggnaderna står ännu kvar men har genom olika reparationer helt ändrat karaktär. Byggnaderna bildar två sidor på en fyrkantig gård med biblioteket och rektorns bostad i norr och klassrummen och den gamla matsalen i väst.
Universitets bibliotek, som i dag inkluderar de äldre biblioteken, grundades i mitten av 1600-talet och byggdes om 1764 och byggdes ut 1829 samt 1889-90. Den nedre salen i byggnadens äldre del användes vid flera tillfällen som provisorium av det skotska parlamentet. När collegens författning omarbetades 1579 reserverades St Mary för teologisk undervisning och 1747 bildade St Salvator och St Leonard United College. I dag har en samskola förlagts till St Leonard.
Universitet äger fortfarande St Leonards lilla kapell där gudstjänster med levande ljus ännu hålls under terminerna. United College återfinns fortfarande i St Salvator's College men de gamla byggnaderna har rivits förutom kapellet, som i dag används som universitetskyrka, och St Leonards sockenskyrka. Den gotiska kyrkan, som rymmer biskop Kennedys grav och Knoxs predikstol, har ett 50 meter högt klocktorn och en vaktmästarbostad med några klassrum på övervåningen.
Den viktorianska byggnaden uppfördes mellan 1827 och 1847. University College i Dundee anslöts till St Andrews universitet 1890, en sammanslagning som överhuset upplöste 1895 men som genomfördes igen två år senare. 1887-1888 uppfördes en gemensam matsal och 1892 öppnades universitet även för kvinnor och en byggnad för kvinnliga studenter stod klar fyra år senare.

### Andra byggnader
På en klippa vid havet i gatan The Scores västra ände står Martyrs Memorial, rest till minne av Patrick Hamilton och George Wishart och andra av reformationens martyrer.